# Sayula

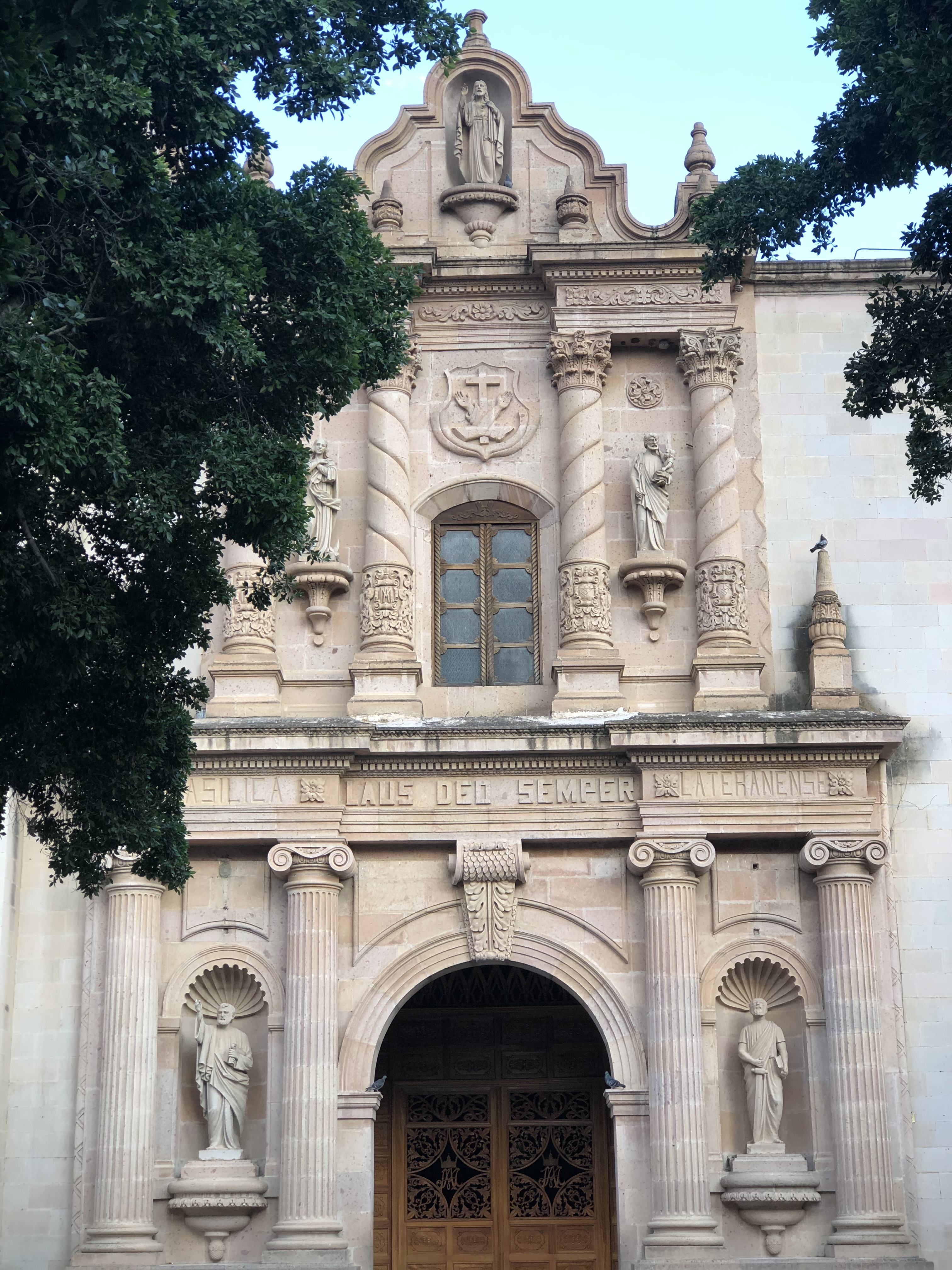

Sayula est une ville et une municipalité, dans l'état de Jalisco dans le centre-ouest du Mexique.